# Ungdommens rus
Ungdommens rus er en dansk film fra 1943.
- Manuskript Poul Ankjær Christiansen.
- Instruktion Aage Jessen.

## Medvirkende
Blandt de medvirkende kan nævnes:
- Elith Foss
- Preben Lerdorff Rye
- Preben Neergaard
- Viggo Brodthagen
- Helga Frier